# Ширина колеи
Ширина́ колеи́ — в железнодорожном транспорте — расстояние между внутренними гранями головок рельсов.
В силу различных причин ширина колеи на разных железных дорогах в разных странах мира различна. Это создаёт определённые препятствия для транспортировки грузов и перевозки пассажиров по железным дорогам, имеющим разную ширину колеи.
Для преодоления этого используются:
- перевалка грузов (пересадка пассажиров) из подвижного состава, предназначенного для использования на железных дорогах одной колеи в вагоны другой колеи;
- перестановка вагонов на вагонные тележки, предназначенные для движения по определённой колее;
- различные технологии автоматического изменения ширины колеи.

В этих целях на стыковочных пунктах, а часто и на многие десятки километров в обе стороны могут соседствовать железнодорожные пути с разной шириной колеи либо совмещённые разноколейные железнодорожные пути.

## Русская колея
С середины XIX века стандартом на железных дорогах Российской империи и Великого княжества Финляндского позже — СССР и Финляндии, а впоследствии и Монголии, была выбрана ширина колеи 1524 мм (5 английских футов). С мая 1970 года до начала 1990-х годов железные дороги СССР были переведены на колею 1520 мм. Это было сделано с целью увеличения стабильности пути при эксплуатации грузовых поездов, повышения их скорости движения без модернизации самого подвижного состава. После обретения независимости постсоветские страны продолжают использовать преимущественно колею 1520 мм. Железные дороги Финляндии и метрополитен Хельсинки до настоящего времени продолжают использовать прежний стандарт — 1524 мм.
Разница в 4 мм не требует переоборудования подвижного состава, но на переходном этапе вызвала серьёзные проблемы с резко увеличившимся износом колёсных пар подвижного состава. Впрочем, до конца взаимосвязь ширины колеи или, более корректно, зазора между внутренней гранью головки рельса и гребнем колеса (ребордой) колёсной пары с интенсивностью их износа установить не удалось.
Эта же ширина колеи (1520 мм) используется во всех метрополитенах постсоветских стран. На большинстве их трамвайных линий применяется колея 1520 мм (хотя есть и узкоколейные трамвайные системы с шириной колеи в 1 метр, например в Калининграде, Пятигорске, Львове, Виннице, Житомире, Евпатории, в селе Молочное и в Лиепае). Трамвай в Хельсинки также имеет метровую колею.
В Таллинском трамвае используется капская колея шириной 1067 мм. В трамвайной системе Ростова-на-Дону используется европейская колея шириной 1435 мм.
На острове Сахалин до 2019 года также использовалась колея 1067 мм, которая осталась там со времён владения островом Японией, но к концу лета 2019 года все линии перешиты на стандартные для России 1520 мм.
Самая первая железная дорога России — Царскосельская — имела ещё более широкую колею: 1829 мм.
Ширина колеи в 1524 мм впервые стала использоваться в России в ходе постройки Николаевской железной дороги (середина XIX века). Существует мнение, что это было связано с работой на строительстве дорог консультантов из США, и прежде всего Дж. В. Уистлера (в то время эта колея была популярна в южных штатах США). Возможно также, что использовать эту ширину колеи предложили русские инженеры П. П. Мельников и Н. О. Крафт, посетившие Америку перед началом строительства Николаевской железной дороги. Кроме того, эта ширина колеи была удобна тем, что выражалась круглым числом — 5 футов.
Существует миф, что при выборе ширины колеи сыграл роль военный аспект — отличная от европейской ширина колеи затруднила бы гипотетическому противнику снабжение войск в случае вторжения в Россию. В действительности, Николай I и его приближённые не предполагали, что войска будут двигаться со скоростью паровоза и смена колеи замедлит передвижение неприятеля (к началу строительства Николаевской железной дороги уже было известно, что лошадь проигрывает паровозу в скорости на дальние расстояния). Выбор связан с тем, что во второй трети XIX века США были лидерами в строительстве железных дорог. В народе в пользу мифа сыграли факты о том, что во времена Великой Отечественной войны наступающим войскам действительно приходилось менять ширину колеи для своего подвижного состава. По различным оценкам, скорость перешивки колеи железнодорожными войсками составляет до 20—50 км в сутки.
Кроме того, на момент установления в России стандарта на единую ширину колеи общеевропейский стандарт отсутствовал. Сама по себе колея 1520 мм не имеет больших преимуществ перед 1435 мм, кроме чуть большей устойчивости поездов, разница между ними невелика — 85 мм (≈6 %). Габарит подвижного состава колеи 1520 мм существенно шире и выше, чем в Европе, но это обусловлено не шириной колеи, а историческими причинами. В Китае, США, Корее и Австралии — где используется европейская колея — габариты подвижного состава сопоставимы с принятыми для колеи 1520 мм.
До начала 1980-х годов второй по распространённости в СССР шириной колеи была 750 мм, использовавшаяся для промышленных, торфо- и лесовозных узкоколеек, а также на детских железных дорогах. Строительство и обслуживание железных дорог с узкой колеёй значительно дешевле. Кроме того, узкоколейная железная дорога позволяет делать более крутые повороты, однако скорости прохождения поездов на ней существенно ниже. Поэтому за последние десятилетия протяжённость железных дорог этой колеи резко уменьшилась. Некоторые, наиболее оживлённые, узкоколейки были перешиты на стандартную колею, но большая часть узкоколеек просто была закрыта, часто из-за банкротства обслуживающих предприятий или замены технологических железных дорог автотранспортом и промышленными конвейерами.

## Стефенсоновская, стандартная или нормальная (1435 мм) колея
Самой распространённой в мире шириной колеи является 1435 мм (4 английских фута и 8,5 дюймов). Такую колею имеют железные дороги всех стран Северной Америки, Ближнего Востока, Северной Африки, Австралии, Китая, Кореи и Европы (за исключением стран СНГ, Украины, Балтийских стран, Финляндии, Ирландии, Испании и Португалии). Именно эта ширина колеи была принята для постройки первой пассажирской железнодорожной линии Ливерпуль — Манчестер инженером Джорджем Стефенсоном. Фактически эта колея была самой узкой из всех многочисленных вариантов широкой колеи, выбранная для того, чтобы перешивка железных дорог не потребовала вложений для перестраивания мостов, насыпей и выемок .
Одна из первых британских железнодорожных компаний Great Western Railway использовала широкую колею 2140 мм. В 1866 году протяжённость дорог на широкой колее этой компании составляла 959 км. Борьба между разными стандартами колеи в 1844—1846 годах в Англии вылилась в так называемые «колейные войны» (Gauge Wars). В 1846 году английский парламент принял закон (англ. Regulating the Gauge of Railways Act), в котором колея 1435 мм была предписана в качестве стандарта для Великобритании (для Ирландии — 1600 мм). Закон предусматривал переходный период, в течение которого железнодорожные компании могли эксплуатировать железные дороги других колей. Сооружать новые такие дороги допускалось только при соблюдении определённых условий. Все деятельные линии с широкой колеёй в 2140 мм были в конечном счёте перешиты на стандартную колею.
На приграничных территориях, где используется различная колея, иногда используют пути с совмещённой колеёй, в частности, от Калининграда (Россия) до станции Бранево (Польша). Далее продолжается стандартная колея.
На постсоветском пространстве стандартная колея используется в строящемся проекте Rail Baltica.

## Железная дорога в Польше
Первая железнодорожная линия на территории Польши в составе Российской империи была построена со стефенсоновской колеёй. Это была Варшавско-Венская железная дорога, открытая в 1848 году. Железные дороги с колеёй 1524 мм стали возникать в последующие годы: Петербурго-Варшавская ж/д (1862), Варшавско-Тереспольская ж/д (1867), Привислинская ж/д (1877) и Варшавско-Калишская ж/д (1902). Несмотря на это, в то же время были построены железнодорожные линии с использованием стефенсоновской колеи, как это было в Варшавско-Бромбергской железной дороге (1862). После обретения Польшей независимости начался процесс унификации железнодорожной сети, и в конечном итоге к 1929 году все железнодорожные линии с русской широкой колеёй в Польше были переделаны на ширину 1435 мм.

## Распространённые колеи
| Колея, мм | Название                                      | Протяжённость, км | Используют |
| --------- | --------------------------------------------- | ----------------- | --- |
| 1676      | Индийская колея (5½ ft)                       | более 78 500      | Индия (Проект «Unigauge» — 42 000 км), Пакистан (7500 км), Шри-Ланка (1508 км), Аргентина (24 000 км), Чили, Бангладеш (950 км). (5-е место по распространённости в мире — 6 % общей длины всех железных дорог.) |
| 1668      | Иберийская колея                              | 15 394            | Португалия, Испания |
| 1600      | Ирландская колея (5¼ ft)                      | 9 800             | Ирландия, частично Австралия — «Викторианская колея» (4017 км — пригородные и местные дороги штата Виктория), Бразилия (4057 км). |
| 1524      | Русская колея (1520) и 5-футовая колея (1524) | 7 000             | Финляндия, частично Эстония (также используется 1520 мм). |
| 1520      | Русская колея (1520) и 5-футовая колея (1524) | 220 394           | Страны СНГ, Грузия, Украина, Латвия, Литва, частично Эстония (также используется 1524 мм), Монголия, частично Афганистан. (2-е место по распространённости в мире занимает «русская колея» — 17 % общей длины всех железных дорог.) |
| 1435      | Европейская колея                             | 720 000           | Центральная и Западная Европа, частично Литва и Грузия, США, Канада, Китай, Корея Северная, Корея Южная, Лаос, Австралия (кроме местных дорог колеи 1600 мм штата Виктория), Ближний Восток, Северная Африка, Мексика, Куба, Панама, Венесуэла, Перу, Уругвай. (1-е место по распространённости в мире — до 60 % общей длины всех железных дорог.) |
| 1067      | Капская колея (3½ ft)                         | 112 000           | Южная и Центральная Африка, Индонезия, Япония, Тайвань, Филиппины, Новая Зеландия, частично Австралия. (3-е место по распространённости в мире — 9 % общей длины всех железных дорог.) |
| 1000      | Метровая колея                                | 95 000            | Юго-Восточная Азия, Индия (17 000 км), Бразилия (23 489 км), Боливия, север Чили, Кения, Уганда. (4-е место по распространённости в мире — 7 % общей длины всех железных дорог.) |

## Применение различной ширины колеи

### Сверхширокая колея
- 9000 мм: Россия, Судоподъёмник Красноярской ГЭС
- 3000 мм: Германия (конец 1930-х годов) — в нацистской Германии был разработан проект строительства сети сверхширококолейных скоростных железных дорог, так называемый Breitspurbahn. Сеть эта была запланирована в Европе, а в будущем и в Азии, дороги должны были по замыслу связать Японию и Индию с Европой. Был построен демонстрационный участок, разрабатывались паровозы, тепловозы и вагоны. Проект не был осуществлён.
- 2140 мм: Англия (с 1833 по 1892 год) — Great Western Railway
- 2000 мм: Англия (с 2001 года) — Cairngorm Mountain Railway[англ.] (горная фуникулёрная дорога для подъёма горнолыжников)
- 1945 мм: Нидерланды.
- 1880 мм: Англия.
- 1829 мм: Россия — первая железная дорога России (Царскосельская железная дорога)
- 1750 мм: Франция.

### Широкая колея
- 1676 мм («Индийская колея»): Индия; Пакистан; Бангладеш; Шри-Ланка; Канада; США (метрополитен Сан-Франциско). Также встречается в Аргентине и Чили.
- 1668 мм («Иберийская колея»): Португалия; Испания. Подвижной состав этого стандарта пригоден и для использования на индийской колее 1676 мм.
- 1665 мм: Португалия. Старый стандарт до унификации с Испанией.
- 1600 мм («Ирландская колея»): Австралия (пригородные дороги штата Новый Южный Уэльс); Бразилия; Ирландия; Новая Зеландия; Canterbury Provincial Railways[англ.].
- 1588 мм: США. Используется для трамваев в некоторых городах.
- 1581 мм: США. Используется для трамваев в некоторых городах.
- 1524 мм (историческая «Русская колея»): Российская империя и СССР (1851—1970 годы); Финляндия; Эстония (после распада СССР — унификация стандартов с Финляндией); США (полностью заменена колеёй 1435 мм, остались короткие пути для технических нужд); Панамский канал (полностью заменена колеёй 1435 мм).
- 1520 мм (новая «Русская колея»): СССР с 1970-х годов; СНГ, включая Россию; Латвия; Литва; Монголия; Польша (400 километровая Польская ширококолейная металлургическая линия / Linia Hutnicza Szerokotorowa), некоторые другие страны. На практике подвижной состав железных дорог с шириной колеи 1524 мм и 1520 мм совместим. Технические требования для поезда «Allegro» (маршрут: Санкт-Петербург — Хельсинки) включают число 1522 мм.
- 1495 мм: Канада. Используется для трамваев и метрополитена в Торонто.
- 1473 мм: США.
- 1450 мм: эта нестандартная колея используется Дрезденским трамваем в Германии.
- 1435 мм (т. н. «стефенсоновская колея»): Основная колея железных дорог в мире (также часто именуется «европейской», «нормальной», «стандартной» или «интернациональной» колеёй); Синкансэн; Австралия (17678 км — все межштатные дороги, часть местных и пригородных дорог)

### Узкая колея
- 1372 мм: Япония. Трамваи.
- 1220 мм: Шотландия; метрополитен Глазго; Железная дорога Суонси и Мамблза до 1855 года[6].
- 1100 мм: Бразилия. Трамваи.
- 1093 мм: Швеция.
- 1067 мм (т. н. «Капская колея»): Ангола; Австралия; Ботсвана; Гана; Эквадор; Индонезия; Япония (за исключением высокоскоростных линий Синкансэн); Южно-Африканская Республика; Канада (до 1880—1930); Конго; Коста-Рика; Малави; Мозамбик; Намибия; Новая Зеландия; Никарагуа; Нигерия; Судан; Тайвань; Таллинский трамвай; Танзания; Гондурас; Швеция. Снэфелльская горная железная дорога, Tanzania-Zambia Railway Authority[англ.]; СССР и РФ до 2020 г. (сахалинская железная дорога).
- 1050 мм: Иордания; Сирия. Хиджазская железная дорога
- 1009 мм: Софийский трамвай (также 2 маршрута с колеёй 1435 мм)
- 1000 мм: (т. н. «метровая колея»): Аргентина; Бангладеш; Бенин; Бразилия; Боливия; Буркина-Фасо; Бирма; Вьетнам; Индия; Камбоджа; Камерун; Кения; Лаос; Малайзия; Мали; Мьянма; Пакистан; Польша; Португалия; Сенегал; Танзания; Таиланд; Тунис; Уганда; Испания; Швейцария; Россия; Железная дорога Юнгфрау; Германия-музейная железная дорога Бруххаузена Вильзен.
- 950 мм: Италия; Эритрея.
- 914 мм: Колумбия; Перу; Канада; Сальвадор; Гватемала; США; Испания; Абхазия: Новоафонская пещерная железная дорога, Железная дорога острова Мэн, White Pass and Yukon Railway
- 900 мм: Грузия, Узкоколейная железная дорога Боржоми — Бакуриани
- 891 мм (известна как «Шведская трёхфутовая колея»): Швеция. Roslagsbanan[англ.]
- 883 мм: Россия. Богословско-Сосьвинская железная дорога, Надеждинский сталерельсовый завод [источник не указан 4473 дня]
- 800 мм: Обычно пром. линии — Уэльс; Швейцария; Сноудонская горная железная дорога
- 785 мм: Польша
- 762 мм: Австралия; Чили; Индия; Сьерра-Леоне; США
- 760 мм: Бразилия; Австрия; Болгария (125 км)
- 750 мм: де-факто стандарт для узкоколейных железных дорог и детских железных дорог в СССР, России и других пост-советских странах; Швейцария и в некоторых других странах. На практике подвижной состав железных дорог с шириной колеи 750, 760 и 762 мм зачастую совместим.
- 700 мм (т. н. «Дековилевская колея»: Аргентина, Дания, Индонезия (сахарные заводы, солеварни), Испания, Нидерланды (промышленные линии), Франция (Chemin de fer d’Abreschviller),
- 686 мм: Уэльс. Corris Railway[англ.], Талиллинская железная дорога
- 610 мм: Австралия ; Индия; Южно-Африканская Республика — две дороги: 248 км и 122 км; Англия; США. Cleethorpes Coast Light Railway[англ.], Leighton Buzzard Light Railway[англ.], Дарджилингская Гималайская железная дорога
- 603 мм: Уэльс; Бреконская горная железная дорога, Vale of Rheidol Railway[англ.]
- 600 мм: Военные и пром. линии в XIX веке и первой половине XX века: Франция; Греция; Польша; Германия, Литва, Латвия, Швеция; Англия. Yaxham Light Railway[англ.] Детская железная дорога Мальтанка в Польше. В России иногда используется для шахтных дорог. Подвижной состав колей 597, 600, 603, 610 мм полностью совместим.
- 597 мм: Уэльс; Фестиниогская железная дорога, Валлийская нагорная железная дорога, Валлийская нагорная музейная железная дорога, Приозёрная железная дорога Лланбериса
- 578 мм: Уэльс; Penrhyn Quarry Railway[англ.]
- 508 мм: Россия; Красноярская детская железная дорога (с 1961 года)
- 457 мм: Англия; Steeple Grange Light Railway[англ.]
- 410 мм: Германия; Детский трамвай Франкфурта-на-Майне
- 381 мм: США в Висконсин Деллс; Riverside and Great Northern Railway[англ.], Железная дорога Хус — Дангнесс, Англия; Bure Valley Railway[англ.], Cleethorpes Coast Light Railway[англ.]
- 305 мм: Россия; Красноярская детская железная дорога (с 1936 по 1961 год)
- 260 мм: Великобритания, Стаффордшир; Rudyard Lake Steam Railway

## Проблемы стыковки
Поскольку наиболее распространёнными типами ширины колеи в современном мире являются европейская колея и русская колея, при стыковке железных дорог с этими типами колеи возникают наибольшие проблемы. В настоящее время наибольшее число стыковочных узлов сосредоточено на границе Украины (русская колея — 1520 мм) с Польшей, Словакией, Венгрией и Румынией (европейская колея 1435 мм) — около 15 стыковочных узлов. В этих местах на многие десятки километров в обе стороны от границ сопредельных государств имеются железнодорожные пути, как русской, так и европейской колеи. В части из этих стыковочных узлов осуществляется перегрузка груза и (или) пересадка пассажиров, а в некоторой части — перестановка вагонов (замена вагонных тележек).
Перестановка вагонов пассажирского поезда занимает около двух часов. Замена грузовых вагонных тележек может занимать несколько дней и даже недель с учётом очереди. Многие пункты перестановки способны обрабатывать лишь несколько десятков вагонов в день. Это существенно увеличивает время нахождения в пути в международном сообщении. Так, к примеру, современный поезд Санкт-Петербург — Хельсинки «Аллегро» не останавливается на границе России и Финляндии благодаря тому, что в этих странах используется очень близкая ширина колеи (1520 и 1524 мм соответственно — разница в ширине менее 0,3 %), а поезд рассчитан на среднюю величину. В то же время пассажирские поезда, следующие из России, Белоруссии, Украины в другие европейские страны теряют по времени не менее двух часов на перестановку вагонов.
Кроме замены колёсных пар переход между путями с различной шириной колеи возможен с помощью систем раздвижных колёсных пар. Используется несколько систем автоматической смены ширины колеи. Например испанская Talgo-RD (активно эксплуатируется с 1960-х годов; используется на маршруте Москва — Берлин, пункт смены ширины колеи — Брест) и польская SUW 2000 (используется на маршруте Краков — Львов, ранее на маршруте Варшава — Вильнюс и др.). Для работы систем необходимо использование оригинальных тележек или всего подвижного состава.
- Возможности преодоления пунктов смены ширины колеи
- На границе Швеции и Финляндии. Слева направо:
первый и третий рельсы: колея 1524 мм (Финляндия);
второй и четвёртый рельсы: колея 1435 мм (Швеция).
- Смена тележек на российско-китайской границе.
Станция Гродеково (пос. Пограничный).
- Участок пути с системой изменения ширины колеи Talgo-RD. Льейда, Испания.

## Факты
- К городу Эри в Пенсильвании подходили дороги разной колеи, что вызывало долгие пересадки. Но когда железные дороги попытались решить эту проблему, то в 1853 году жители Эри активно выступили против этого[англ.], так как задержки положительно влияли на торговлю в городе.
- Хотя в Словакии используется стандартная европейская колея 1435 мм, для ускорения поставок железной руды из СССР на металлургические заводы в Кошице, в 1963 году была построена ширококолейная дорога 1520 мм из Ужгорода до станции Ганиска-при-Кошицах длиной 88 км. Дорога интенсивно используется до сих пор. Вторая подобная дорога — польская ширококолейная металлургическая линия — существует в Польше на PKP с 1979 года и ведёт от Хрубешува до силезского города Славкув. По ней перевозилась железная руда из СССР на катовицкие металлургические заводы и каменный уголь в обратном направлении.
- Часто бывает, что из-за территориальных особенностей и пассажирских и грузовых потоков железнодорожные ветки «чужой» колеи не только заходят на приграничную станцию, но и проходят довольно значительное расстояние. Так, европейская колея, проходящая из Словакии в украинский город Чоп, идёт дальше через Батьево, Королёво и Дьяково в Румынию, для того чтобы европейские составы могли проследовать Украину транзитом без смены колёсных пар. Железная дорога от Тересвы через Сигет до Рахова идёт по территории Румынии, но использует колею 1520 мм, а от Сигета параллельно идёт и европейская колея. Построить прямую дорогу от Солотвино до Рахова было затруднительно из-за гористой местности Карпат. С 2007 года колея 1520 мм на этой линии не используется.
- Также практикуется железнодорожное сообщение с возможностью пересадки на приграничных станциях. Пример тому — поезда Чоп — Будапешт, Чоп — Черна-над-Тисой и другие.
- Железнодорожные пути шириной колеи 1435 мм проложены в России от границы с Польшей до Калининграда. Из Калининграда в европейские страны отправляются пассажирские и грузовые поезда по европейской колее. Например, поезд Калининград — Гдыня (курсировал до октября 2012 ежедневно, затем — через день, в настоящее время отменён) и прицепные вагоны до Берлина к нему. В настоящее время на станции Калининград-пассажирский (Южный вокзал) имеется единственный путь с шириной колеи 1435 мм.

- В международном пассажирском сообщении между городами Наньнин (КНР) и Ханой (Вьетнам) проблема стыковки была решена очень просто. Вьетнам использует узкую колею 1000 мм, Китай — европейскую (1435 мм), к вьетнамской узкоколейке добавлен третий рельс, чтобы могли ходить как вьетнамские узкоколейные поезда, так и китайские ширококолейные.
- Во время Великой Отечественной войны в гитлеровской Германии под кураторством Гитлера проектировалась сверхширококолейная железная дорога с шириной колеи 3 м. (три метра)[7]. Несколько линий такой железной дороги, сходящихся в Германии, планировалось проложить более-менее равномерно расходящимися до конечных городов на временно оккупированных вермахтом территориях Восточно-европейской равнины (СССР). «И всё это для того, чтоб возить в [Германию продукты земледелия и животноводства, производимые на захваченных территориях]» — цитата из книги (из эссе). Для такой ж. д. проектировались товарные вагоны грузоподъёмностью в девять раз больше обычных, двух-трёхэтажные пассажирские вагоны, в том числе элитные с роскошью, недоступной на обычной ж. д.. Предполагалось и, что по такой ж. д. можно будет перевозить довольно крупные речные и морские суда (значительно более крупные, чем удавалось по обычной ж. д.). Проектирование сверхширококолейной ж. д. продолжалось в Германии и в 1944 - 1945 годах, когда оно уже потеряло всякий практический смысл.